# Agnino
Agnino è una delle novantaquattro frazioni che compongono il comune di Fivizzano in provincia di Massa e Carrara.
Il patrono è San Michele Arcangelo ma vengono venerati anche San Genesio e San Rocco. La parrocchia di Agnino comprende le frazioni di Montecorto, Escarro e le villarie di Cavaglini (ex convento dei Padri Serviti), Luogo Pio e Ghirara.  Oggi conta solo 150 persone ma nel 1854 contava 623 abitanti.
Appartenne fino al 1797 al ramo dei Malaspina marchesi di Olivola.

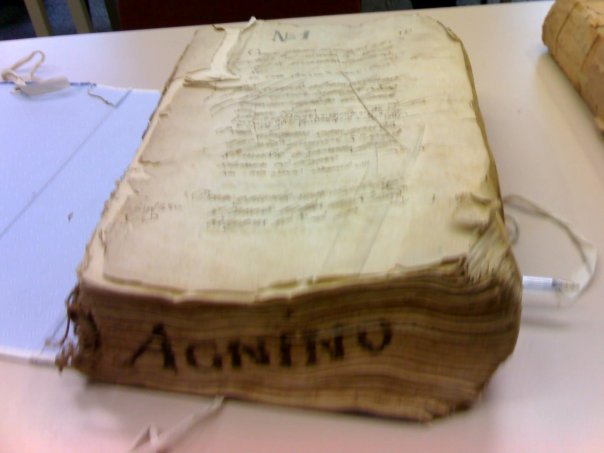
Libro degli Estimi del Comune di Agnino il cui statuto risale all'anno 1492

## Geografia fisica
Situato in piena Lunigiana, a 460 metri sul livello del mare, il paese gode di una posizione panoramica: per questo la località è nota come paese dei 18 campanili poiché sembra che se ne possano scorgere in tal numero da questo borgo.
Di qui passa la Strada provinciale che unisce Fivizzano a Licciana Nardi.
La frazione si compone di tre nuclei principali che si chiamano Castello, Villa e Piazza.
Nella frazione di Piazza è ubicata la chiesa barocca che per l'altezza del soffitto in legno ha una acustica invidiabile. Diversi dipinti su tela la impreziosiscono fra cui una grande tela datata 1610 del pittore fiorentino Domenico Casini.
Il Castello prende nome dalla fortificazione malaspiniana, oggi ridotta a rudere. Questo borgo fortificato Castello di Agnino  aveva un accesso protetto da una torre cilindrica, distrutta probabilmente come le altre del circuito murario in seguito a terremoti. Lo stato di abbandono di tutta questa area rende di difficile riconoscimento l'unica torre ancora esistente. Un sentiero in salita conduceva verso il castello, il cui lato occidentale era protetto da una cortina muraria con tre torri a base circolare.
La Villa è il borgo più grande, con case arroccate, il bar, i forni dei panifici e l'ufficio postale. Il borgo di Piazza è più in alto sulla strada che conduce a Quarazzana ed è il luogo ove insistono la Chiesa (una Prioria) e il cimitero.
La caratteristica principale del paese è che si staglia contro le tre cime principali delle Alpi Apuane: il Monte Pisanino, il Pizzo d'Uccello e il Monte Sagro.

## Monumenti e luoghi d'interesse
- Chiesa di San Michele Arcangelo
- Resti del castello di Agnino, menzionato per la prima volta in un documento del 1275.

## Economia
L'attività economica principale rimane legata alla terra e, dato che le terre di proprietà vanno dai 200 metri sul livello del mare di Montecorto fino ai 944 della Torre del Nocciolo, molte sono le attività praticate: dalla coltivazione della vite, dell'ulivo e del castagno, allo sfruttamento del bosco (oggi per il legname ma un tempo anche per il carbone), e all'allevamento del bestiame. Fin dal dopoguerra è inoltre fiorente la produzione di pane cotto a legna, che viene commercializzato in tutta la Lunigiana.

## Cultura e Manifestazioni
Agnino è diventato famoso per la sua Sagra della Pattona che, dal 1975, viene ripetuta il giorno 25 agosto di ogni anno. La pattona o "patona" è un impasto di farina di castagne con acqua che steso su foglie secche di castagne viene cotto nel forno.